# Anden spanske republik
Den anden spanske republik (spansk: República Española) er navnet på den republik, der eksisterede i Spanien fra 14. april 1931, da kong Alfons den 13. forlod landet til 1. april 1939, da de sidste republikanske styrker kapitulerede overfor fascisterne ledet af Francisco Franco under den spanske borgerkrig. Republikken havde to præsidenter; Niceto Alcalá Zamora (1931-1936) og Manuel Azaña (1936-1939).

## Udgangspunktet
Den nye republik havde store økonomiske problemer, både som følge af overforbruget under Miguel Primo de Riveras diktatur og som følge af børskrakket i 1929, som reducerede værdien af Spaniens eksportvarer til det halve. Videre kom etableringen i en urolig politisk tid, hvilket førte til, at republikken ikke fik de internationale lån, som var forhandlet af det tidligere regime. Ved valgene den 28. juni vandt socialisterne, og venstrefløjen havde kontrol i Cortes Generales.

## Strid
En række sociale reformer blev iværksatte, især for jordbrugsarbejdere. Der blev også vedtaget en reform, som tog sigte på at reducere og effektivisere det store militærvæsen, men denne viste sig lidet vellykket. Videre brød en med den tidligere centralistiske politik ved at indføre mere selvstyre i regionerne, i første omgang Catalonien, senere også Baskerlandet. Både militærreformen og udvidet regionalt selvstyre var stærkt provokerende for enkelte politiske kredse, herunder i de militære, som traditionelt havde haft en ret stor politisk indflydelse under monarkiet. Udvidet selvstyre blev set som en trussel på Spaniens enhed.
Det blev bestemt at adskille stat og kirke samt tillade skilsmisser, og dette førte til, at Den katolske kirke i Spanien, som traditionelt også havde været en central, konservativ politisk faktor i landet, aktivt modarbejdede det nye regime. Denne strid førte til, at regeringen udviste kardinal Pedro Segura Saenz og Mateo Múgica, biskop af Vitoria, efter, at Segura i slutningen af april havde udsendt et hyrdebrev, som fordømte den nye regering.

## Generalstrejken i 1931
Men det nye regime blev også presset fra venstrefløjen. Den 6. juli udvirkede den anarkosyndikalistiske fagforening CNT en strejke blandt telefonarbejderne. Sabotage blev gennemført mod telefonselskabet Telefónica, som Primo havde solgt til det amerikanske ITT Corporation. Disse aktioner blev slået hårdt ned, hvilket førte til, at CNT svarede med at erklære generalstrejke. Efter denne optrapning af konflikten udbrød der kampe, hvor syv blev dræbt, heraf tre fra Guardia Civil. Den 22. juli erklærede regeringen undtagelsestilstand, og al uro blev mødt med stor brutalitet. Yderligere 30 blev dræbt og omkring 200 såret. CNT erklærede, at de havde til hensigt at styrte republikken gennem en social revolution.

## Ny forfatning
En ny grundlov blev vedtaget den 9. december, Alcalá blev valgt som den første præsident, og Azaña dannede en ny regering. Lovgivningen blev indrettet for en nationalisering af en række virksomheder og ekspropriation af landejendomme. Al tidligere politisk magt, som adelen havde haft, blev fjernet. Lovarbejdet i Cortes blev forenklet således, at lovforslagene kun blev behandlede i deputeretkammeret. Den nye grundlov forbød Jesuiterordenen i Spanien med sine 2.500 medlemmer, og denne blev opløst den 24. januar 1932. Videre blev det vedtaget, at al statlig økonomisk støtte til kirken skulle afvikles i løbet af to år.

## Kupforsøget i 1932
Efter en række voldelige konfrontationer rundt om i landet afsatte Azaña José Sanjurjo som leder for Guardia Civil, og Sanjurjo, som havde været medvirkende i oprettelsen af republikken ved at afstå fra at støtte kong Alfonso 12., følte sig dårlig behandlet og prøvede at gennemføre et mislykket statskup i august 1932. Han og andre medsammensvorne blev arresterede, blandt dem José Antonio Primo de Rivera og i alt 140 deltagere blev deporteret til Spansk Sahara. Sanjurjo blev først dømt til døden, derefter til fængselsstraf, men blev snart benådet, efter at Alejandro Lerroux var blevet statsminister i en centrum/højre-regering efter valgene den 19. november 1933. Sanjurjo rejste da i frivilligt eksil til Lisboa og organiserede modstanden mod republikken.

## Valgene i 1933
Nederlaget i valgene i 1933 førte til en radikalisering af socialistpartiet PSOE, som fik et stadig større fokus på udenomparlamentarisk virksomhed. Højresiden, og ikke mindst de militære, så dette som en trussel mod Spanien. Samtidig kom det til politiske sammenstød i 1934, blandt andet ophævede den nye regering de tidligere jordreformer og selvstyret for Catalonien. Regeringen blev stadig mere presset af en radikaliseret venstrefløj og en offensiv højrefløj, som ønskede deltagelse i regeringen. I oktober året efter blev det konservative parti Confederación Española de Derechas Autónomas taget ind i regeringen, og dette førte til, at denne fik en skarpere politisk profil.

## Opstanden i 1934
Udviklingen gik i retning af en stærkere polarisering og mere militant retorik. PSOE erklærede en revolutionær generalstrejke den 5. oktober 1934, og regeringen erklærede denne ulovlig og indførte undtagelsestilstand. Den ret planløse generalstrejke førte imidlertid den spanske middelklasse over til højrefløjen. Appeller til ansatte i politiet og de militære om at slutte sig til opstanden blev imidlertid ikke fulgt. Efter sammenstød flere steder blev oprøret slået ned efter to uger, men også efter brug af militære styrker, herunder bombefly. Centrale i at nedkæmpe oprøret var generalerne Juan Yagüe og Francisco Franco. Oprøret kostede omkring 1.000 menneskeliv og førte til store materielle ødelæggelser. Tusindvis mistede arbejdet efter at have deltaget, og tilsvarende mange blev arresterede. De fleste blev imidlertid løsladt i januar 1935, da undtagelsestilstanden blev ophævet.
Opstanden viste, at hæren var republikkens rygrad og den eneste garanti mod revolution. Opstanden viste også hvor svagt, demokratiet stod i Spanien. Opstanden førte til regeringskrise og ønske om reorganisering, blandt andet blev general Franco udnævnt til leder for generalstaben.

## Politisk polarisering - Folkefronten
Efterhånden reorganiserede venstrefløjen sig, og i marts 1935 blev mere end 300.000 mennesker samlet til et massemøde med Azaña, hvor han proklamerede venstrefløjens politiske program til det kommende valg. Dette blev holdt allerede den 16. februar 1936 efter, at regeringen måtte gå af på grund af en korruptionsskandale. Dette valg skulle blive det sidste frie valg i Spanien i 40 år. Valget førte til en yderligere polarisering, da valgordningen favoriserede koalitioner, på bekostning af centrumspartier. Men venstrefløjens opstand, og Guardia Civils hårdhed i at slå denne ned, skærpedes modsætningerne yderligere og skabte et politisk klima, hvor samarbejde blev umuligt, og hvor den politiske retorik var uforsonlig.
Før valget gik en række partier på venstrefløjen sammen for at gå til valg som en samlet gruppe. Denne kaldte sig Folkefronten og gik til valg på jordbrugsreformer, catalansk selvstyre og amnesti for alle de tusindvis, som sad fængslet efter optøjerne i oktober året før. Der blev også taget til orde for nationaliseringer, opløsning af Guardia Civil og hæren. Særlig amnestien og opløsningen af de militære styrker var voldsomt provokerende for højrefløjen og var i tråd med Kominterns politik om, at kommunistiske partier skulle søge alliancefællesskab for senere at kunne gennemføre en revolution.

## Valget i 1936
Valget, som blev ret lige, endte med en knap sejr til Folkefronten, med en margin på knap 150.000 af næsten 10 millioner stemmer, mindre end 2 %. Valgordningen gav imidlertid venstrefløjen rent flertal i Cortes. José Antonio Primo de Riveras falangister fik kun 46.000 stemmer, hvilket kan tyde på, at fascismen stod svagt på dette tidspunkt.
Selv om venstrefløjens sejr var ret snæver, førte den til både arrogance fra dens side og ikke mindst frygt på højrefløjen. Generalstabschefen, Francisco Franco opfordrede lederen for Guardia Civil, Sebastián Pozas Perea, til at sikre ro og orden og bad Manuel Portela Valladares, som havde været statsminister siden skandalen i december 1935, om ikke at overdrage magten til Folkefronten, men denne gik alligevel af, og Azaña dannede en ny regering.

## Den politiske situation efter valget i 1936
Selv om Azaña var kendt som politiker, og det politiske program, han var valgt på, var ganske moderat, reagerede højrefløjen alligevel som om dette var en bolsjevikisk revolution, og reagerede ikke mindst på de store folkeoptog til fængslerne for at hente de, som var blevet arresterede efter opstanden i oktober året før, til trods for at det endnu ikke var udstedt nogen erklæring om amnesti. Dette gav højrefløjen et indtryk af den totale lovløshed, da disse trods alt havde deltaget i et ulovlig kupforsøg. Højrefløjen oplevede, at i denne situationen var selve begrebet Spanien i fare, at modstanderne ignorerede lov og orden, og at den formelle politiske vej derved var ophørt at eksistere ved venstrefløjens ignorering af lov og orden.
Azaña var nødt til at iværksætte amnestien til trods for, at Cortes ikke fik tid til at behandle spørgsmålet rent formelt, da der var udbrudt fangeoprør i Burgos, Cartagena og Valencia. Azaña omgjorde en del af de politiske beslutninger, som var fattet siden han sidst var statsminister. Værre var det for regeringen, at økonomien brød sammen, da ingen ville investere eller give lån under dette styre. Niveauet for private investeringer faldt tilbage til niveauet fra 1913. Videre havde arbejderne haft forventninger om højere lønninger, langt mere end hvad der var økonomisk grundlag for, og der udbrød en række strejker. Arbejdsløsheden steg, og pesetaen faldt stærkt i værdi. En revolutionær stemning bredte sig, og flere af de politiske grupper organiserede egne militser, og det blev mere almindeligt, at folk gik bevæbnede til daglig.
Den opfattelse, at lov og orden var brudt sammen, fik særlig tilslutning på højrefløjen. De politiske fløje skyldte på hinanden, og de militære blev så sig provokerede til at påtage ansvaret for landet. I denne situation bidrog falangisterne yderligere til at skabe uorden. Falangisterne fik i denne periode økonomisk støtte fra Benito Mussolinis Italien, men anmodning om støtte fra det nationalsocialistiske Tyskland blev afvist. Falangen havde i denne periode en stor medlemstilgang, hvilket skyldtes både den politiske situationen og dens stærkere økonomiske stilling.
Da Cortes mødtes igen den 3. april, blev der stillet mistillidsvotum mod præsident Alcalá Zamora på grund af hans begrundelse for at udskrive nyvalget. Dette blev vedtaget, og Azaña blev valgt til ny præsident. Santiago Casares Quiroga blev ny statsminister. Volden og militariseringen af samfundet voksede, det blev eksempelvis en almindelig rutine, at man afleverede våben, når en gik ind i Cortes' bygning. Den revolutionære retorik fra venstrefløjens side, særlig kommunisterne, blev stadig stærkere.

## Konspiration blandt officererne
Regeringen sendte de officerer, den var utryg ved, som general Manuel Goded Llopis, Emilio Mola og generalstabschefen general Franco til poster langt fra Madrid. Mellem den 5. og 12. marts var der flere konspiratoriske møder i Madrid mellem en række generaler, blandt dem også Gonzalo Queipo de Llano. I deres planlagte opstand skulle José Sanjurjo være frontfigur. Selv om regeringen blev advaret mod disse planer, blev disse advarsler ignorerede.

## Borgerkrigen
Borgerkrigen blev udløst af et kupforsøg af en gruppe højere officerer. Starttidspunktet var 17. juli kl 05.00 for styrkerne i Afrika, og et døgn senere for styrkerne i selve Spanien således, at man kunne sikre sig kontrol i Afrika straks således, at flest mulige af disse styrker kunne sættes ind i Andalusien så snart som muligt, da dette var de bedste styrker. Franco var på denne tid forvist til De Kanariske øer, men efter at have sikre kontrollen over de vigtigste punkter, rejste han med et lejet fly til Spansk Marokko.
I Nordafrika gik kuppet efter planen, men andre steder i Spanien gik det ikke så let. Kupmagerne formåede ikke at sikre sig kontrollen over flere store byer, herunder Madrid, og i Barcelona blev de slået af væbnede anarkister. General Goded, som var fløjet ind fra Balearene, blev fanget og senere henrettet. Til sammen førte dette til, at store dele af de meste folkerige områder i Spanien forblev under regeringens kontrol, foruden Barcelona og store dele af landdistrikterne i Catalonien gjaldt dette Valencia og området mellem Madrid og østkysten samt syd på mod Andalusien. Dette gjorde, at regeringen, efter den første forvirring, kunne reorganisere sit forsvar og prøve at bekæmpe opstanden.
Meget af den væbnede modstand kom fra arbejdermilits (reelt paramilitære tropper) organiseret af CNT og FAI. Republikkens regering blev stadig mere lammet af sammenbruddet i centraladministrationen, nationalisternes oprør samtidig, som venstrefløjen pressede på for at få gennemført en venstreorienteret revolution.
Den 4. september 1936 blev Francisco Largo Caballero udnævnt til stats- og krigsminister. Han gik ind for fællesskab mellem socialisterne, kommunisterne, det venstresocialistiske POUM, anarkosyndikalisterne og venstreorienterede katolikker. Foruden krigsføringen lagde han særlig vægt på at opretholde regeringens autoritet i det republikansk-kontrollerede område. POUM og CNT var imod at opløse partimilitserne og lod disse styrker gå ind i den republikanske hær, hvor politiske officerer fra PCE efterhånden fik stor indflydelse.
Efter pres fra Josef Stalin, og som en forudsætning for videre sovjetisk våbenhjælp, gik PCE 3. maj til 8. maj 1937 til væbnet aktion mod POUM, som blev beskyldt for at være trotskistisk, og delvis også mod CNT. Dette førte til en regeringskrise, hvor kommunisterne fik presset igennem, at Caballero skulle gå af som regeringsleder den 17. maj. Den mere centrumsorienterede Juan Negrin (også fra PSOE) blev ny statsminister, da kommunisterne mente, at han var mere på deres linje således, som situationen da var.